# ND Slovan
El Nogometno društvo Slovan Ljubljana (en español: Asociación de Fútbol Eslovaca de Liubliana), conocido simplemente como Slovan Ljubljana, es un equipo de fútbol de Eslovenia que juega en la Liga Regional de Liubliana, la quinta división de fútbol en el país.

## Historia
Fue fundado en el año 1913 en la capital Liubliana y durante los años en Yugoslavia fue campeón de la Liga de la República de Eslovenia en dos ocasiones, ganó la Copa de la República de Eslovenia en una ocasión y participó dos veces en la Segunda Liga de Yugoslavia en periodos diferentes.
Tras la disolución de Yugoslavia y la independencia de Eslovenia en 1991 fue uno de los equipos fundadores de la primera división nacional Prva SNL, liga en la que participó en las primeras tres temporadas de existencia en donde siempre se ubicó en los puestos bajos de la tabla hasta descender en la temporada 1993/94. En 1996 se fusiona con sus rivales del NK Slavija Vevče y forman al ND Slovan-Slavija, regresando a la Prva SNL para descender en la temporada 1997/98.
En la siguiente temporada el club desciende a la 3. SNL y su patrocinador los abandona, siendo refundado ese año con su nombre original.

## Palmarés
- Slovenian Republic League: 2

1964–65, 1982–83
- Slovenian Republic Cup: 1

1981–82
- 4. SNL: 1

2001–02